# Ferdinando Mattei

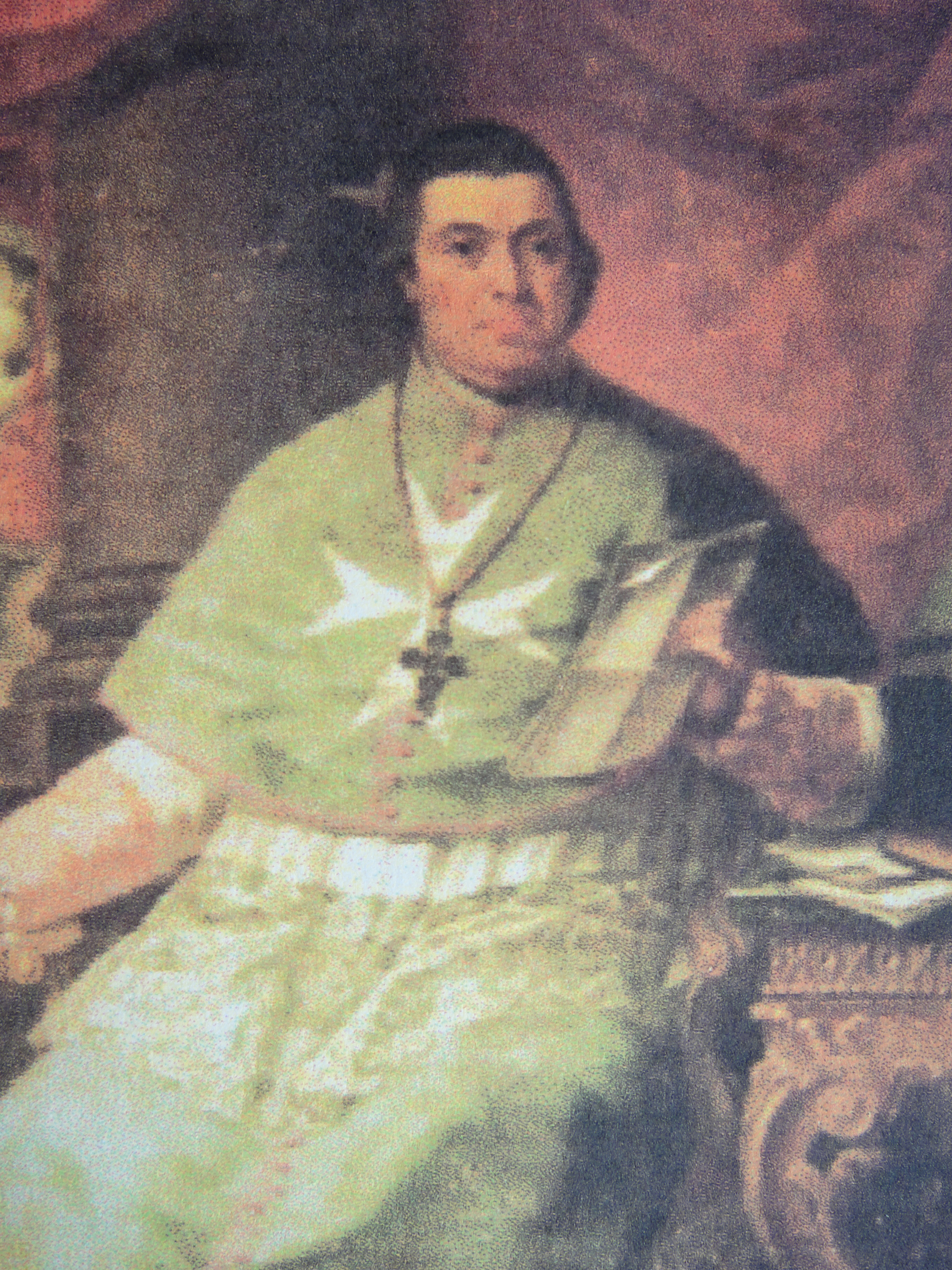
Bischof Ferdinando Mattei

Jacobo Antonio Ferdinando Mattei (* 24. Juli 1761 in Senglea; † 14. Juli 1829 in Lija) war ein maltesischer römisch-katholischer Geistlicher und Bischof von Malta.

## Leben
Er war ein Sohn von Carlo Mattei und Filippa Scarfoni. Nach seiner Priesterweihe durch Bischof Vincenzo Labini wurde Mattei Kaplan des Malteserordens und zugleich Berater des Königs von Sizilien Ferdinand I. Zudem wurde er zum Päpstlichen Hausprälaten ernannt. Im Jahr 1804 wurde er Dekan des Kathedralkapitels.
Papst Pius VII. ernannte ihn am 28. Dezember 1805 zum Titularbischof von Paphus und Weihbischof in Malta. Nachdem Bischof Labini am 30. April 1807 gestorben war, beanspruchte Großbritannien, das seit 1800 die Inselgruppe beherrschte, durch den Zivilkommissar Sir Alexander Ball das Vorschlagsrecht für die Nachfolge Labinis. Die römische Kurie erwiderte darauf zwar, dass dieses Recht dem König von Sizilien zustand, da das Königreich beider Sizilien das Bistum Malta mit Landbesitz ausgestattet hatten, doch war es auch der Wunsch der maltesischen Bevölkerung, dass ein Malteser Bischof werden sollte. Schließlich ernannte Pius VII. ihn am 27. September 1807 zum Bischof von Malta und Titularerzbischof von Rhodos. Damit war er der erste Malteser auf dem Bischofssitz nach 174 Jahren.
Das Nachlassen seiner Gesundheit zwang Ferdinando Mattei, sich auf seinen Landsitz in Lija zurückzuziehen, wo er 1829 starb.